# Alseis labatioides
Alseis labatioides är en måreväxtart som beskrevs av Gustav Karl Wilhelm Hermann Karsten och Karl Moritz Schumann. Alseis labatioides ingår i släktet Alseis och familjen måreväxter. Inga underarter finns listade i Catalogue of Life.